# Sima Yi
En aquest nom xinès, el cognom és Sima (司馬).
Sima Yi (179-251 EC) va ser un estrateg, general i polític de Cao Wei durant l'era dels Tres Regnes de la història xinesa. Ell és potser més conegut per la defensa Cao Wei de les Expedicions del Nord de Zhuge Liang. El seu èxit i el seu posterior augment de prominència simplificaria la tasca per la fundació de la Dinastia Jin per part del seu net Sima Yan, que finalment posaria fi a l'era Tres Regnes. Després de la fundació de la dinastia Jin, Sima Yi va ser honrat a títol pòstum com l'Emperador Xuan de Jin amb el nom de temple Gaozu.

## Inicis
Sima Yi era un de vuit germans, tots els quals eren famosos pel seu llinatge. Cadascú d'ells tenia un nom estilitza xinès acabant amb el caràcter Da (達). A causa d'açò, els germans eren coneguts col·lectivament com els "Vuit Da de Sima" (司馬八達). Aquest era un terme de respecte, com altres grups de vuit administradors de talent en èpoques anteriors havia estat esmentats d'aquesta forma. La seva família residia a Luoyang quan Dong Zhuo va ocupar la ciutat, i la va destruir, traslladant la capital a Chang'an. El germà major de Sima Yi, Sima Lang va portar a la família a la seva llar ancestral del Districte Wen (温縣), i llavors, predient correctament que es convertiria en un camp de batalla, els va traslladar de nou a Liyang (黎陽). En el 194 EC, ja que Cao Cao va batallar amb Lü Bu, Sima Yi va acomboiar novament a la seva família al Districte Wen.

## Servint sota Cao Cao
Els relats sobre com Sima es va unir al servei de Cao Cao difereixen, però va acceptar el seu primer càrrec en el campament de Cao a l'edat de 30 anys. Segon el Llibre de Jin, Sima creia que la Dinastia Han arribaria prompte a la seva fi, i no sentia cap motivació d'unir-se a Cao, el qual ja havia pres el control del seient de govern dels Han. Ell va refusar les peticions Cao per entrar a servir-li, dient que estava patint d'una malaltia. Cao no es va creure les excuses de Sima, i va enviar espies per vigilar-lo de nit. Sima, sabent açò per endavant, es va quedar al llit tota la nit i no es va moure. 

## Família
- Ancestres:
  - Sima Jun (司馬鈞), rebesavi, va servir com a General que Conquereix l'Oest durant el regnat de l'Emperador An de Han
  - Sima Liang (司馬量), besavi, va servir com a Prefecte de Yuzhang
  - Sima Jun, avi, va servir com a Prefecte de Yingchuan
- Pare: Sima Fang, va exercir com a Intendent de la Ciutat Capital
- Germans:
  - Sima Lang, germà major, va servir en Cao Wei
  - Sima Fu, germà menor, va servir en Cao Wei
  - Sima Kui (司馬馗), germà menor
  - Sima Xun (司馬恂), germà menor
  - Sima Jin (司馬進), germà menor
  - Sima Tong (司馬通), germà menor
  - Sima Min (司馬敏), germà menor
- Esposes:
  - Zhang Chunhua, va donar a llum a Sima Shi, Sima Zhao, Sima Gan i la Princesa Nanyang, honorada a títol pòstum com l'Emperadriu Xuanmu
  - Concubina Fu (伏貴妃), va donar a llum a Sima Liang, Sima Zhou, Sima Jing i Sima Jun
  - Dama Zhang (張夫人), va donar a llum a Sima Rong
  - Dama Bai (柏夫人), va donar a llum a Sima Lun
- Xiquets:
  - Fills:
    - Sima Shi, regent de Cao Wei, honorat a títol pòstum com a emperador Jing de Jin
    - Sima Zhao, regent de Cao Wei, concedit el títol de Príncep de Jin, honorat a títol pòstum com a emperador Wen de Jin. Va engendrar a Sima Yan.
    - Sima Gan (司馬榦), el Príncep de Pingyuan
    - Sima Liang, el Príncep Wencheng de Runan, va estar involucrat en la Guerra dels Vuit Prínceps
    - Sima Zhou, el Príncep Wu de Langya, avi de l'Emperador Yuan de Jin
    - Sima Jing (司馬京), el Marquès de Qinghuiting
    - Sima Jun (司馬駿), el Príncep Wu de Fufeng
    - Sima Rong (司馬肜), el Príncep Xiao de Liang
    - Sima Lun, el Príncep de Zhao, va estar involucrat en la Guerra dels Vuit Prínceps

  - Filles:
    - Princesa Nanyang (南陽公主), nom personal desconegut
    - Princesa Gaoling (高陸公主), nom personal desconegut

## Anotacions
1. ↑  Sakaguchi 2005:158